# Mourera fluviatilis
Mourera fluviatilis là một loài thực vật có hoa trong họ Podostemaceae. Loài này được Aubl. mô tả khoa học đầu tiên năm 1775.

## Hình ảnh

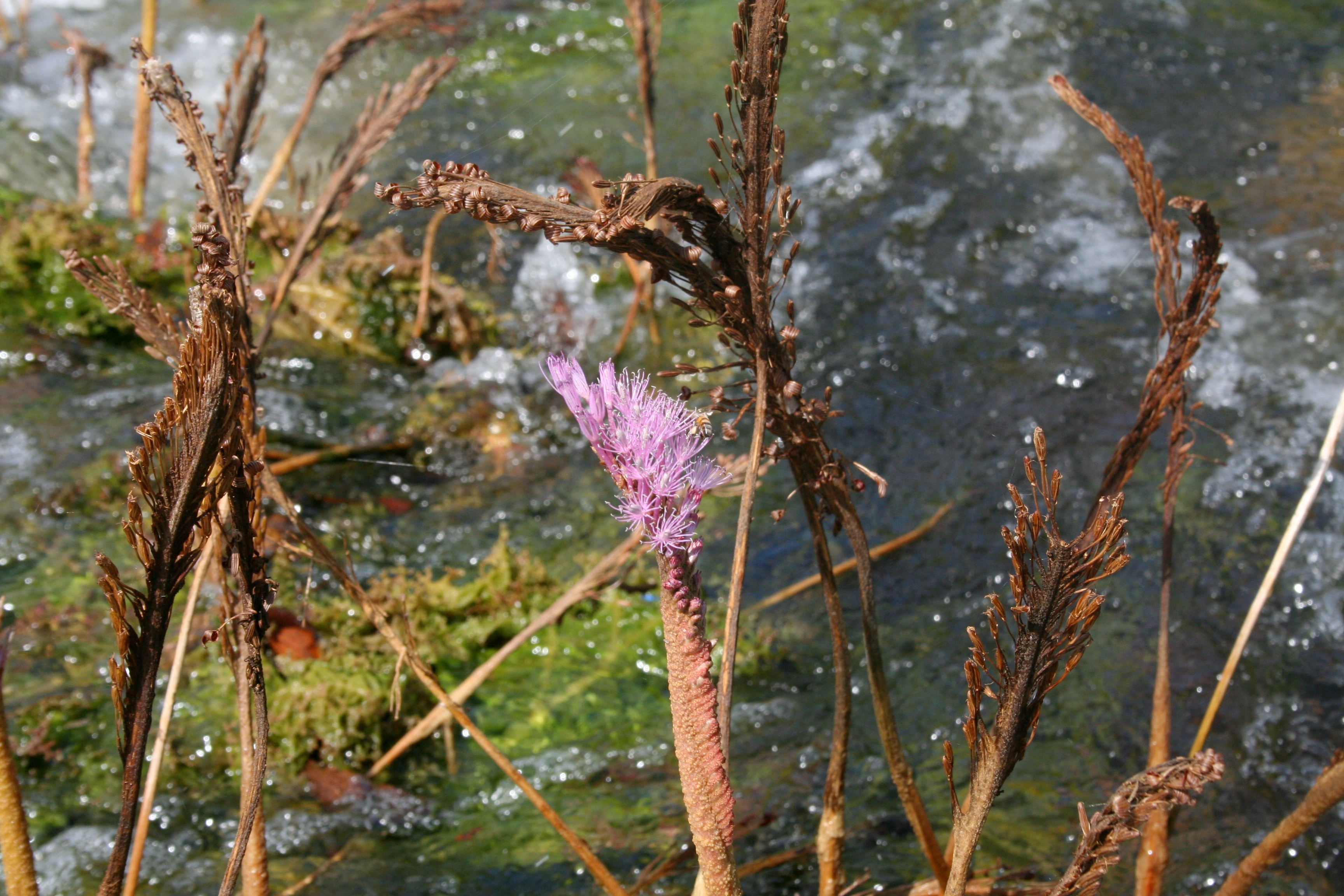
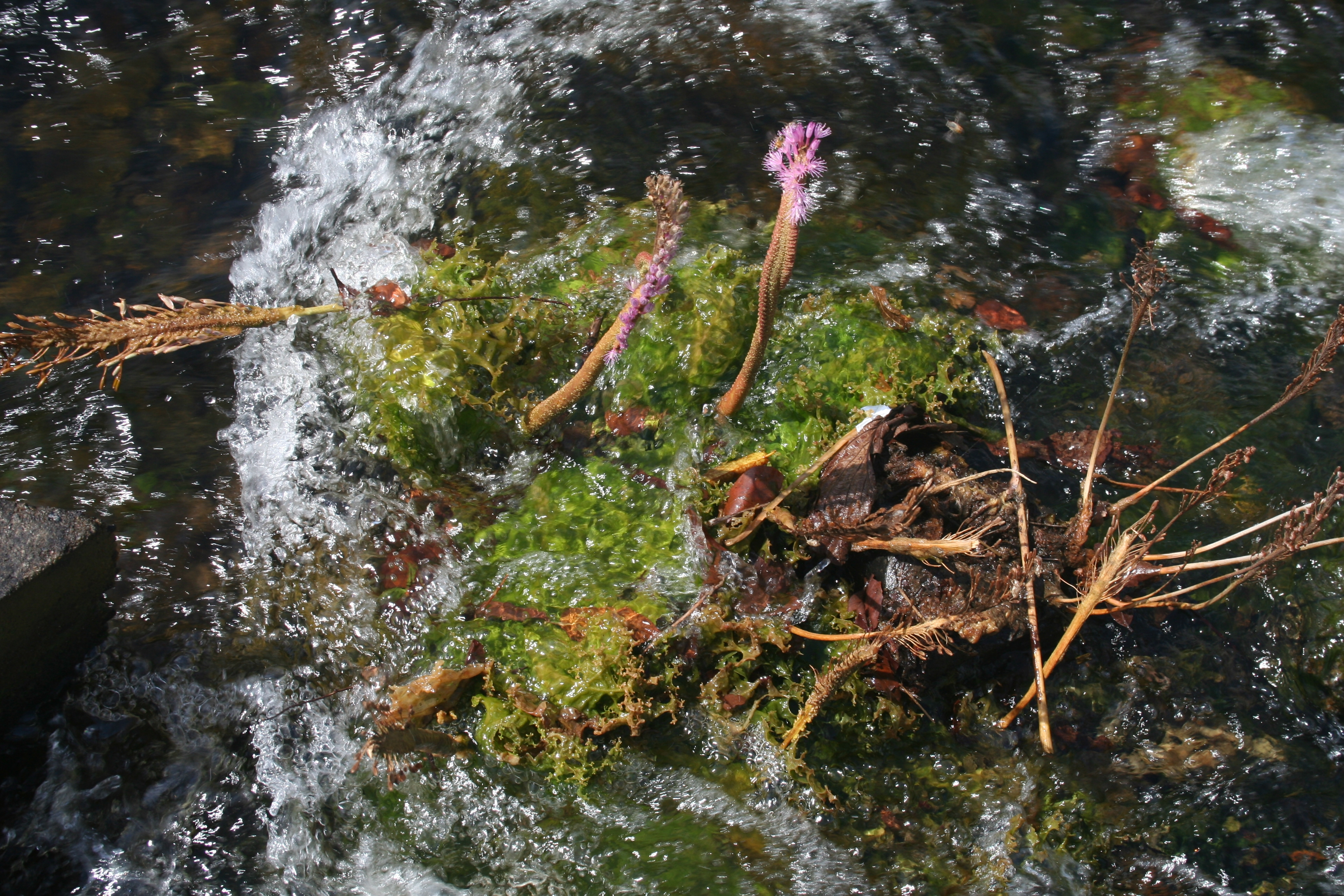
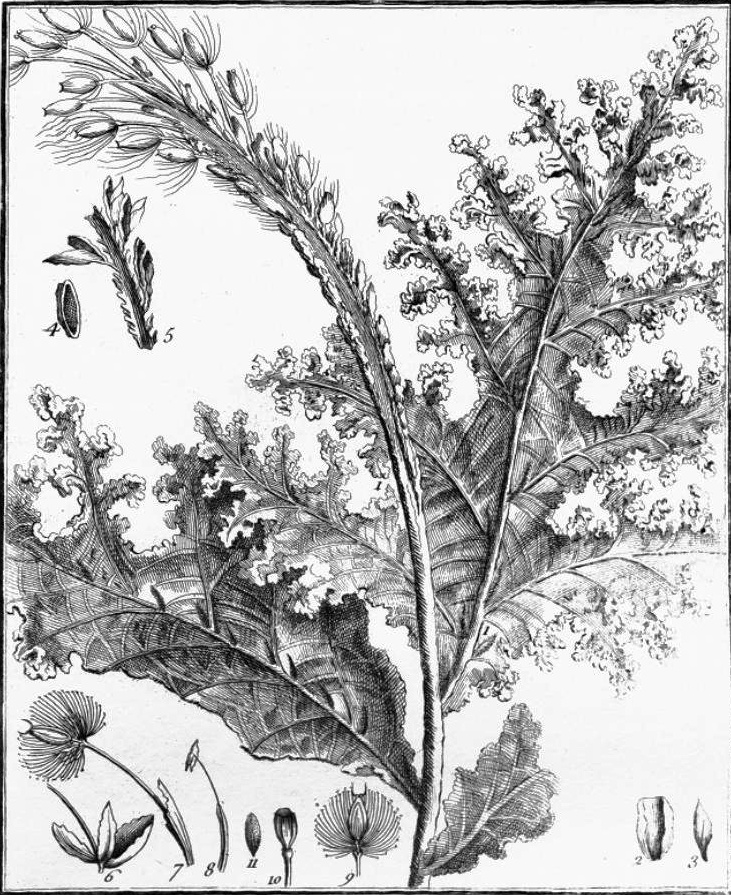
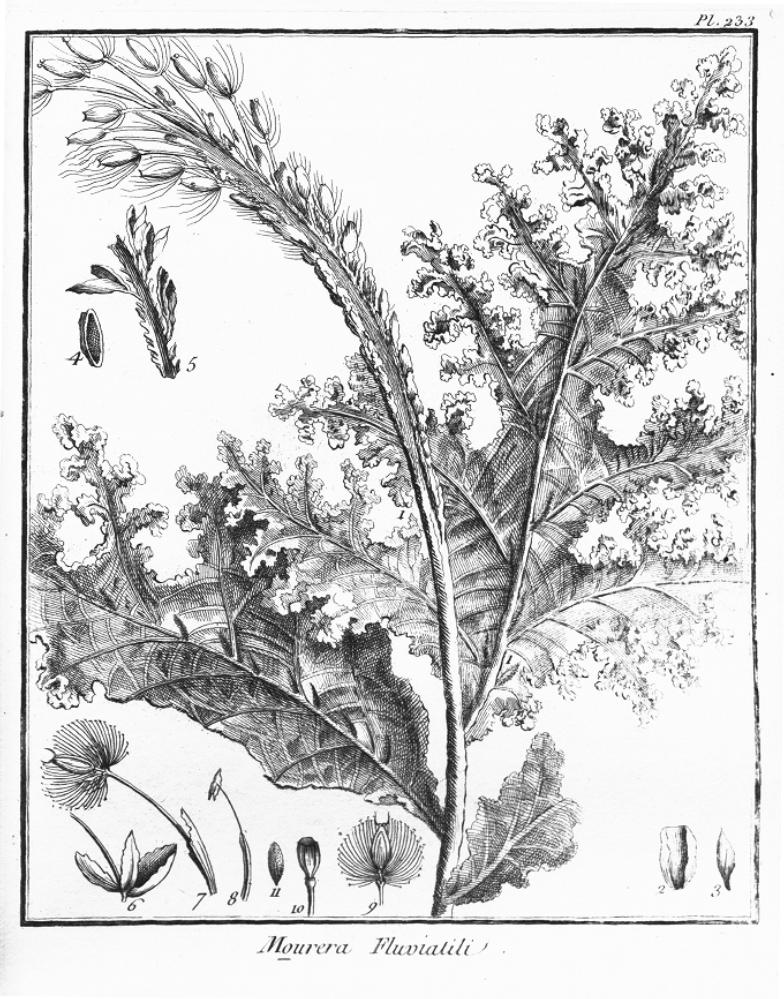